# 새빨간 Lip
〈새빨간 Lip〉(真っ赤なLip 맛카나릿푸[*])는 WANDS의 열여섯 번째 싱글이다. 2020년 1월 29일에 D-GO에서 발매됐다. 

## 개요
2000년에 해체하고, 신 보컬인 우에하라 다이시를 맞이하여 21년만에 컴백을 한 WANDS의 싱글이며, 맥시 싱글로 발매된다. 
타이틀 곡은 요미우리 TV · 닛폰 TV 계열의 TV 애니메이션 “명탐정 코난” 여는 곡으로 2020년 1월 4일부터 9월 26밀까지 사용됐다. 
통상반의 커플링 곡으로는 ‘시간의 문’(時の扉)의 새로운 버전이, 코난반에는 ‘좀 더 강하게 안아준다면’의 새로운 버전과 타이틀 곡의 TV 사이즈가 각각 수록되어 있으며, 통상반과 코난반에는 2020년 2월 13일에 오사카시에서, 2020년 2월 16일에 도쿄도에서 열린 ‘SPECIAL LIVE EVENT’의 초대 응모권인 시리얼 넘버가 들어있다. 
이번 싱글에 속 종이에 있는 QR 코드와 비밀번호를 사용해서, 통상반이나 코난반의 자켓 사진에 스마트폰을 비추면, ‘새빨간 Lip’에 맞춰서 춤을 추는 에도가와 코난이 등장하는 AR기획이 진행된다. 
이번 싱글 발매 전인 2019년 11월 17일에 도지마 리버 포럼에서 열린 ‘DFT presents 音都 ONTO 〜NEOROCK from KANSAI〜’에서 전체 길이의 버전이 선행으로 공개됐다. 

## 아트 워크
2019년 12월 21일에는 자켓 아트 워크가 공개됐으며, 코난반의 아트 워크는 ‘새빨간 Lip’을 한 모리 란과, 그 섹시한 모습에 두근거리는 쿠도 신이치의 모습이 담겨져있다. 

## 뮤직 비디오
2020년 1월 11일 24시부터 공식 유튜브 채널에서 타이틀 곡 ‘새빨간 Lip’의 뮤직 비디오가 공개됐으며, 요미우리 TV의 애니메이션 “명탐정 코난” 공식 유튜브 채널에서는 같은 곡에 맞춰서 에도가와 코난이 춤을 추는 댄스 영상과 오프닝 영상이 공개되고 있다. 

## 일화
“명탐정 코난” 방송 1000회를 기념한 프로젝트 “‘ 명탐정 코난’ 방송 1000회 기념 프로젝트”의 두 번째 ‘The Best of OPED’에사 ‘새빨간 Lip’이 1위를 획득했다. 

## 수록 내용
| #  | 제목                                                                                         | 작사                    | 작곡            | 편곡                                             | 비고 | 재생 시간 |
| -- | -------------------------------------------------------------------------------------------- | ----------------------- | --------------- | ------------------------------------------------ | ---- | --------- |
| 1. | 〈새빨간 Lip〉 (真っ赤なLip)                                                                 | 우에하라 다이시         | 오오시마 코스케 | 닛폰 TV 계열 TV 애니메이션 “명탐정 코난” 여는 곡 | 4:43 |           |
| 2. | 〈좀 더 강하게 안아준다면 (WANDS 5기 ver.)〉 (もっと強く抱きしめたなら 〜WANDS 第5期 ver.〜) | 우오즈미 벤 우에스기 쇼 | 타타노 요시오   | 세 번째 싱글의 새로운 녹음 버전                  | 4:59 |           |
| 3. | 〈새빨간 Lip (TV size)〉                                                                     | 우에하라 다이시         | 오시마 코스케   | 타이틀 곡의 TV 길이 버전                         | 2:03 |           |

| #  | 제목                                                         | 작사            | 작곡          | 편곡                            | 비고 | 재생 시간 |
| -- | ------------------------------------------------------------ | --------------- | ------------- | ------------------------------- | ---- | --------- |
| 1. | 〈새빨간 Lip〉                                               | 우에하라 다이시 | 오시마 코스케 |                                 | 4:43 |           |
| 2. | 〈시간의 문 (WANDS 5기 ver.)〉 (時の扉 〜WANDS 第5期 ver.〜) | 우에스기 쇼     | 오시마 코스케 | 네 번째 싱글의 새로운 녹음 버전 | 4:09 |           |

## 수록 음반
새빨간 Lip
- THE BEST OF DETECTIVE CONAN 6 ~명탐정 코난 테마곡집 6~ (TV size)[27][28]
- BURN THE SECRET

좀 더 강하게 안아준다면 (WANDS 5기 ver.)
- BURN THE SECRET

## 한국어 버전
한국어 버전은 투니버스에서 방영되는 2021년 9월 10일부터 12월 17일까지 방영된 “명탐정 코난 19기”의 여는 곡으로 사용됐으며, 더빙판으로는 처음으로 여는 곡과 닫는 곡이 다른 곡으로 사용됐다. 

## 주간 차트
| 차트                                     | 최고 순위 |
| ---------------------------------------- | --------- |
| 일본 (오리콘)                            | 14        |
| 일본 (오리콘 합산 싱글)                  | 35        |
| 일본 (오리콘 ROCK 싱글)                  | 2         |
| 일본 (오리콘 애니메이션 싱글)            | 8         |
| 일본 (Billboard Japan Hot 100)           | 45        |
| 일본 (Billboard Japan Hot Animation)     | 7         |
| 일본 (Billboard Japan Download Songs)    | 27        |
| 일본 (Billboard Japan Top Singles Sales) | 16        |